# Deliri de reivindicació
El deliri de reivindicació o deliri querulant (del llatí querulus, persona que es plany o querella), és el deliri en què la persona afectada es creu tractada injustament per la seua família, pels superiors o per les institucions, cosa que la porta a formular constantment planys, reclamacions i plets

## Diagnòstic
En el Manual diagnóstico y estadístico de los trastornos mentales apareix anomenat com a querulous paranoia, un subtipus de la classe persecutòria del trastorn delirant. També apareix a la ICD-10 amb el nom llatí Paranoia querulans, a la secció F22.8, «Other persistent delusional disorders». No obstant això, no és a la ICD-11.
Estos símptomes, anomenats en anglès claim delusion o querulous paranoia i en francés délire de revendication, s'articulen en forma de deliri querulant o sistema organitzat de raonaments fal·laços pels quals el que es creu atropellat (de forma real o fictícia) en els seus drets sol·licita de forma persistent l'ajuda de la justícia per a reivindicar-los. El fet que les seues sol·licituds no siguen ateses el ratifica en la creença que les seues raons són vàlides.
El querulant és a la llei la mateixa cosa que l'hipocondríac a la salut, el seu perjuí legal és com la malaltia de l'hipocondríac, imaginari. No se sol adonar que es torna víctima no d'aquells que creu que l'ofenen, sinó de si mateix i les seues querelles compulsives, ja que al final ha de pagar les costes judicials, que no el rescabalen de res, atès que està equivocat. D'altra banda, els querulants solen entrebancar l'administració de justícia.

## El deliri de reivindicació en la literatura
- El comediògraf grec Aristòfanes, a la peça Les vespes (422 aC), prefigura ja esta patologia en el personatge de Filocleó.
- El dramaturg neoclàssic francés Jean Racine va satiritzar este vici a la seua única comèdia, Les plaideurs (Els litigants, 1668).
- Ja en el segle xix, Heinrich von Kleist descriu l'empresari querulomaníac Hans Kohlhase a la novel·la Michael Kohlhaas, i el novel·lista del realisme huitcentista anglés Charles Dickens a El casalot (1853) exposa els desventurats efectes psicològics, socials, familiars i econòmics del deliri litigiós.
- En el segle xxi, el dramaturg i director Rafael Negrete-Portillo revisa la paranoia querulans, creant en mixtura a argumentaris dels clàssics anteriors (i altres del teatre del segle d'or espanyol), a la peça ¡Orden en la sala!